# Deildartunguhver
Deildartunguhver est une source chaude d'Islande située dans l'Ouest du pays, à l'entrée de la Reykholtsdalur, non loin des localités de Kleppjárnsreykir et Reykholt. Jaillissant à une température de 100 °C, elle est la source chaude au débit le plus important d'Europe avec 180 l/s.
Une partie de cette eau est captée et envoyée par aqueduc pour le chauffage urbain géothermique de Borgarnes à 34 kilomètres de distance et d'Akranes à 64 kilomètres. Le reste se déverse naturellement dans la Reykjadalsá qui s'écoule à proximité.
Deildartunguhver constitue le seul lieu d'Islande où se rencontrent des spécimens de blechnum en épi, une espèce de fougère de l'holarctique commune en Europe et en Amérique du Nord.
Deildartunguhver et le centre thermal voisin de Krauma font partie du cercle d'argent.

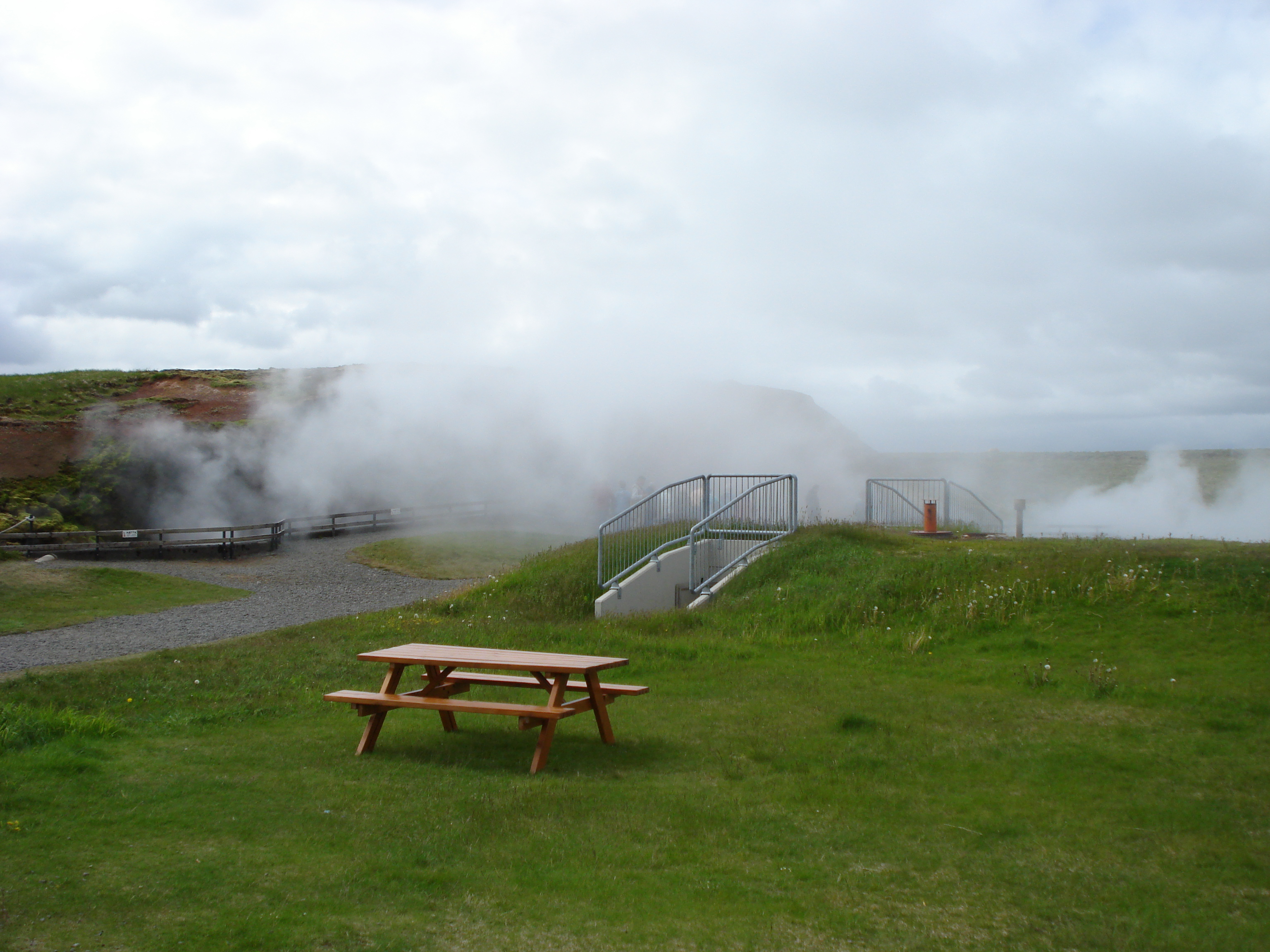
Vue générale du site.

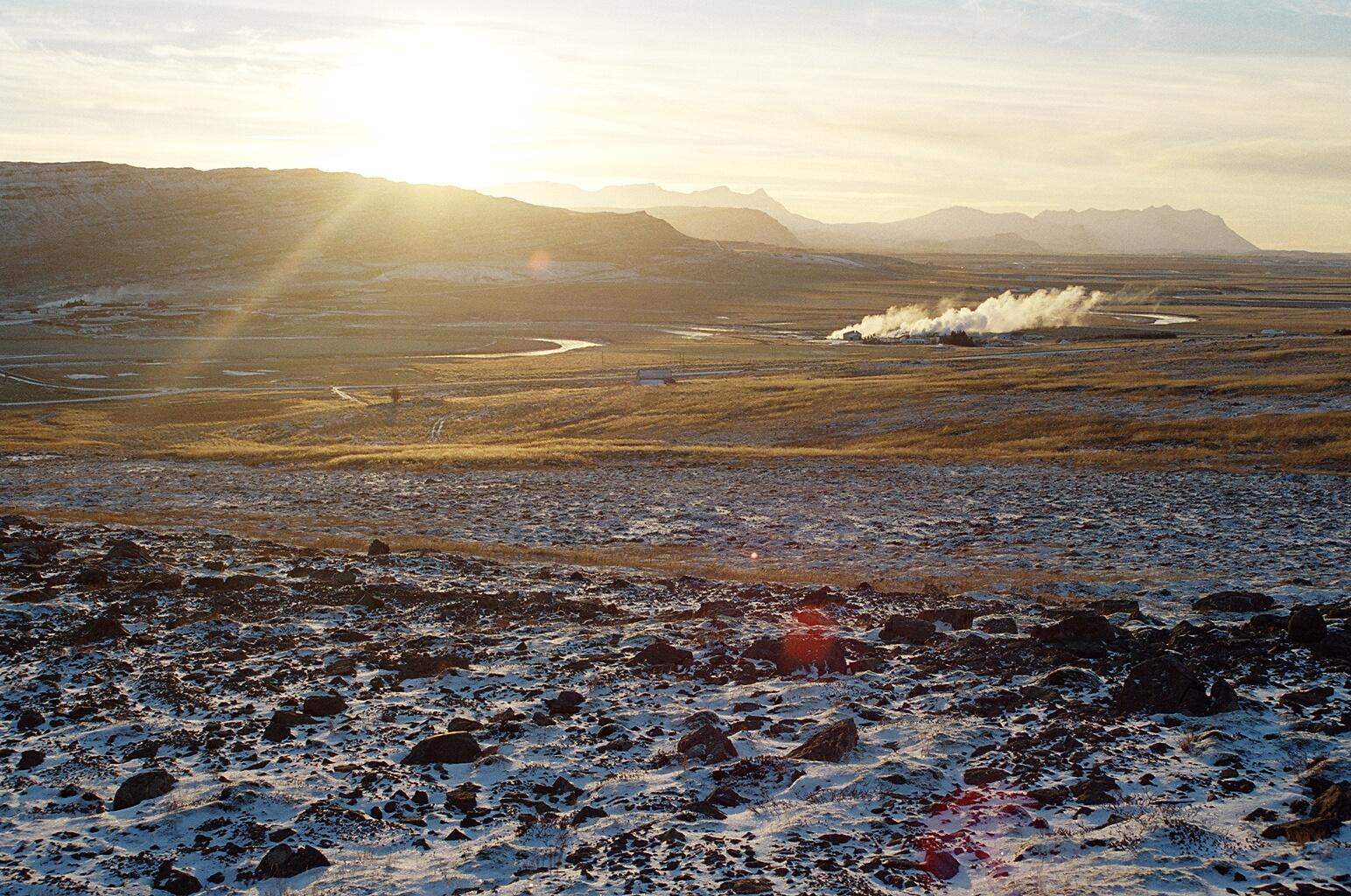
Le site de Deildartunguhver en hiver depuis les hauteurs au débouché de la Reykholtsdalur.